# Nemes Rita
Nemes Rita (Sátoraljaújhely, 1989. november 30. –) magyar hétpróbázó, olimpikon.

## Pályafutása
Karcsán a testnevelőtanára irányításával kezdett atletizálni, később a Miskolci VSC-MISI versenyzője lett. Ekkor még a 400 méteres síkfutás volt a fő versenyszáma. 2006-ban, 16 évesen a fedett felnőtt bajnokságon 1 század másodperccel maradt le az aranyéremről, majd a felnőtt pályabajnokságon is érmeket nyert. A 2006-os pekingi junior-világbajnokságon 400 méteren az elődöntőbe jutott, ahol 20. helyen végzett 54,93-as egyéni csúccsal. A 2007-es junior Eb-n nem jutott tovább a selejtezőből. A felnőtt ob-n második lett 400 méteren. Az Európa-kupában a 4 × 400 méteres váltóban a válogatottban szerepelhetett. 2008-ban térdműtétje miatt hosszabb kihagyás várt rá, 2009-ben pedig befejezte a versenysportot. Összesen hét évet hagyott ki, ezen időszak alatt többek közt egy fitneszteremben dolgozott. 
2017 májusában kezdte újra az edzéseket, Miskolcon, a Miskolci Sportiskola színeiben. Ekkor már ötpróbában, illetve hétpróbában versenyzett. 2018-ban ezüstérmes lett a magyar bajnokságon. A 2019-es magyar bajnokságon szerezte meg élete első felnőtt bajnoki címét 5960 ponttal. Ezzel 330 ponttal megjavította az egyéni csúcsát és kijutott a 2020-as Európa-bajnokságra is. A versenyt a Koronavírus-járvány miatt nem rendezték meg. 2019 végén a DVTK versenyzője lett.
2020-ban fedett pályán is magyar bajnok lett. szabadtéren 6192 pontos egyéni csúccsél második volt a bajnokságon. Első felnőtt világversenye a 2021-es toruni fedett pályás Európa-bajnokság volt. Ötpróbában a 6. helyen végzett. Tavasszal szeméremcsont-gyulladás hátráltatta a felkészülését. Ezért Götzisben, majd a magyar bajnokságon sem tudott elindulni, így nem volt lehetősége az olimpiai kvalifikációs szint teljesítésére sem.
A 2022-es fedett pályás szezon végén egy gátfutás során térdsérülést szenvedett, ami miatt hetekre leállt az edzésekkel, majd gerincsérv miatt nem edzhetett, aminek köszönhetően az Európa-bajnoki indulása is meghiúsult. 2020 nyarán az MTK versenyzője lett. 2023 májusában nemzetközi versenyt nyert Marseille-ben, hétpróbában. Júniusban ugyanebben a versenyszámban megnyerte az országos bajnokságot. A Budapesten rendezett 2023-as atlétikai világbajnokságon 10. helyen végzett hétpróbában. A 2024-es Európa-bajnokságon 9. helyen végzett hétpróbában, ezzel olimpiai kvalifikációt szerzett. A 2024-es párizsi olimpián 18. helyen végzett hétpróbában.

## Eredményei
Magyar bajnokság
- 400 m
  - ezüstérmes: 2007
  - bronzérmes: 2006
- 800 m
  - ezüstérmes: 2006
- magasugrás
  - bronzérmes: 2020
- hétpróba
  - aranyérmes: 2019, 2023, 2024
  - ezüstérmes: 2018, 2020
- hétpróba csapat
  - aranyérmes: 2023

fedett pályás magyar bajnokság
- 400 m
  - ezüstérmes: 2006
- magasugrás
  - ezüstérmes: 2021
- ötpróba
  - aranyérmes: 2020
  - ezüstérmes: 2021

## Legjobb eredményei évenként
hétpróba
- 2018: 5220 (magyar ranglista: 3.)[18]
- 2019: 5960 (2.)
- 2020: 6192 (2.)
- 2021: –
- 2022: –
- 2023: 6232 (2.)
- 2024: 6276 (2.)

ötpróba,  fedett pálya
- 2018: 3561 (4.)
- 2019: –
- 2020: 4318 (1.)
- 2021: 4532 (2.)
- 2022: –
- 2023: –
- 2024:

400 m
- 2005: 56,97[19]